# 302
302 (CCCII) fue un año común comenzado en jueves del calendario juliano, en vigor en aquella fecha.
En el Imperio romano, el año fue nombrado como el del consulado de  Constancio y Valerio, o menos comúnmente, como el 1055 Ab Urbe condita, adquiriendo su denominación como 302 a principios de la Edad Media, al establecerse el anno Domini.

## Acontecimientos

### Asia
- El sah sasánida Ormuz II sucede a Narsés.

### Imperio romano
- Gregorio el Iluminador es consagrado como patriarca de Armenia por Leoncio de Cesarea.

## Fallecimientos
- Narsés, rey de Armenia.